# Otročiněves
Otročiněves (en allemand : Frondorf) est une commune du district de Beroun, dans la région de Bohême-Centrale, en République tchèque. Sa population s'élevait à 517 habitants en 2020.

## Géographie
Otročiněves se trouve à 8 km à l'ouest-nord-ouest de Beroun et à 35 km à l'ouest- sud-ouest de Prague.
La commune est limitée par Nový Jáchymov à l'ouest et au nord-ouest, par Nižbor au nord-est, Hudlice au sud-est et au sud.

## Histoire
La première mention écrite de la localité date de 1005.